# Alosa puput petita
L'alosa puput petita (Alaemon hamertoni) és una espècie d'ocell de la família dels alàudids (Alaudidae) que habita zones àrides del nord-est de Somàlia.